# Paramatachia tubicola
Paramatachia tubicola là một loài nhện trong họ Desidae.
Loài này thuộc chi Paramatachia. Paramatachia tubicola được miêu tả năm 1950 bởi Hickman.